# Physaria arctica
Physaria arctica är en korsblommig växtart som först beskrevs av Morten Wormskjold och Jens Wilken Hornemann, och fick sitt nu gällande namn av O'kane och Al-shehbaz. Physaria arctica ingår i släktet Physaria och familjen korsblommiga växter. Inga underarter finns listade i Catalogue of Life.